# 2006年冬季奥林匹克运动会速度滑冰比赛
2006年冬季奥林匹克运动会速度滑冰比赛於都靈冬季奧運中共有12個小項，速度滑冰的賽事由2月11日正式開始，至2月25日結束所有比賽。

## 奖牌得主

### 男子
| 项目       | 金牌                                                                                                  | 金牌     | 银牌 | 银牌     | 铜牌 | 铜牌                |
| 500公尺    | 乔伊·奇克 · 美国（USA）                                                                               | 69.76    | Dmitry Dorofeyev · 俄罗斯（RUS）                                                                                           | 70.41    | 李康奭 · 韩国（KOR） | 70.43               |
| 1000公尺   | 沙尼·戴维斯 · 美国（USA）                                                                             | 1:08.89  | 乔伊·奇克 · 美国（USA） | 1:09.16  | Erben Wennemars · 荷兰（NED）                                                                                            | 1:09.32             |
| 1500公尺   | 恩里科·法布里斯 · 意大利（ITA）                                                                       | 1:45.97  | 沙尼·戴维斯 · 美国（USA）                                                                                                  | 1:46.13  | 查德·赫德里克 · 美国（USA）                                                                                              | 1:46.22             |
| 5000公尺   | 查德·赫德里克 · 美国（USA）                                                                           | 6:14.68  | 斯文·克雷默 · 荷兰（NED）                                                                                                  | 6:16.40  | 恩里科·法布里斯 · 意大利（ITA）                                                                                          | 6:18.25             |
| 10000公尺  | 鲍勃·德容 · 荷兰（NED）                                                                               | 13:01.57 | 查德·赫德里克 · 美国（USA）                                                                                                | 13:05.40 | 卡尔·费尔海延 · 荷兰（NED）                                                                                              | 13:08.80            |
| 团体追逐赛 | 意大利（ITA） · 马泰奥·阿内西 · 恩里科·法布里斯 · 伊波利托·圣弗拉泰洛 · 斯特凡诺·多纳格兰迪（资格赛） | 3:44.46  | 加拿大（CAN） · 阿尔内·丹克斯 · 史蒂文·埃尔姆 · Justin Warsylewicz · 丹尼·莫里森（资格赛、1/4决赛） · 贾森·帕克（1/4决赛） | 3:47.28  | 荷兰（NED） · 斯文·克雷默 · 马克·特伊特尔特 · 卡尔·费尔海延 · 林切·里茨马（资格赛） · Erben Wennemars（1/4决赛、半决赛） | 3:44.53 （B组决赛） |

### 女子
| 项目       | 金牌 | 金牌    | 银牌 | 银牌    | 铜牌 | 铜牌                   |
| 500公尺    | Svetlana Zhurova · 俄罗斯（RUS）                                                                                        | 76.57   | 王曼麗 · 中国（CHN） | 76.78   | 任慧 · 中国（CHN） | 76.87                  |
| 1000公尺   | 玛丽安娜·蒂默 · 荷兰（NED）                                                                                             | 1:16.05 | 辛迪·克拉森 · 加拿大（CAN）                                                                                               | 1:16.09 | 安妮·弗里辛格 · 德国（GER） | 1:16.11                |
| 1500公尺   | 辛迪·克拉森 · 加拿大（CAN）                                                                                             | 1:55.27 | 克里斯蒂娜·格罗韦斯 · 加拿大（CAN）                                                                                       | 1:56.74 | 伊伦·伍斯特 · 荷兰（NED） | 1:56.90                |
| 3000公尺   | 伊伦·伍斯特 · 荷兰（NED）                                                                                               | 4:02.43 | Renate Groenewold · 荷兰（NED）                                                                                           | 4:03.48 | 辛迪·克拉森 · 加拿大（CAN） | 4:04.37                |
| 5000公尺   | 克拉拉·休斯 · 加拿大（CAN）                                                                                             | 6:59.07 | 克劳迪娅·佩希施泰因 · 德国（GER）                                                                                         | 7:00.08 | 辛迪·克拉森 · 加拿大（CAN） | 7:00.57                |
| 团体追逐赛 | 德国 · 丹妮拉·安许茨-汤姆斯 · 安妮·弗里辛格 · 克劳迪娅·佩希施泰因 · 露西尔·奥皮茨（资格赛） · 扎比内·弗尔克尔（资格赛） | 3:01.25 | 加拿大 · 克里斯蒂娜·格罗韦斯 · 克拉拉·休斯 · 克里斯蒂娜·内斯比特 · 辛迪·克拉森（1/4决赛、半决赛） · 香农·伦佩尔（资格赛） | 3:02.91 | 俄罗斯 · Yekaterina Abramova · Yekaterina Lobysheva · Svetlana Vysokova · Varvara Barysheva（资格赛、半决赛） · Galina Likhachova（1/4决赛、半决赛） | 追上对手胜 （B组决赛） |

## 奖牌榜
*   主办国家/地区（意大利）
| 排名                     | 国家 / 地区              | 金牌 | 銀牌 | 銅牌 | 总计 |
| ------------------------ | ------------------------ | ---- | ---- | ---- | ---- |
| 1                        | 美国（USA）              | 3    | 3    | 1    | 7    |
| 2                        | 荷兰（NED）              | 3    | 2    | 4    | 9    |
| 3                        | 加拿大（CAN）            | 2    | 4    | 2    | 8    |
| 4                        | 意大利（ITA）*           | 2    | 0    | 1    | 3    |
| 5                        | 德国（GER）              | 1    | 1    | 1    | 3    |
| 5                        | 俄罗斯（RUS）            | 1    | 1    | 1    | 3    |
| 7                        | 中国（CHN）              | 0    | 1    | 1    | 2    |
| 8                        | 韩国（KOR）              | 0    | 0    | 1    | 1    |
| 总计（共8个国家 / 地区） | 总计（共8个国家 / 地区） | 12   | 12   | 12   | 36   |

## 参赛代表团
共有来自19个国家的175位运动员取得参赛资格。
- 奥地利（1）
- 白俄罗斯（1）
- 比利时（1）
- 加拿大（18）
- 中国（15）
- 捷克（1）
- 芬兰（4）
- 德国（13）
- 意大利（8）
- 日本（19）
- （4）
- 韩国（14）
- 荷兰（20）
- 挪威（10）
- 波兰（5）
- 罗马尼亚（2）
- 俄罗斯（19）
- 瑞典（2）
- 美国（18）